# Dolichopeza (Dolichopeza) honshiuensis
Dolichopeza (Dolichopeza) honshiuensis is een tweevleugelige uit de familie langpootmuggen (Tipulidae). De soort komt voor in het Palearctisch gebied.